# Centralafrikanske Republik ved OL
Centralafrikanske Republik deltog første gang i olympiske lege under Sommer-OL 1968 i Mexico by. De deltog ikke igen før under Sommer-OL 1984 i Los Angeles, og har deltaget i samtlige efterfølgende sommerlege. De har aldrig deltaget i vinterlege. Centralafrikanske Republik har aldrig vundet nogen medalje.

## Medaljeoversigt
| Centralafrikanske Republiks medaljer under de olympiske sommerlege | Centralafrikanske Republiks medaljer under de olympiske sommerlege | Centralafrikanske Republiks medaljer under de olympiske sommerlege | Centralafrikanske Republiks medaljer under de olympiske sommerlege | Centralafrikanske Republiks medaljer under de olympiske sommerlege | Centralafrikanske Republiks medaljer under de olympiske sommerlege |
| ------------------------------------------------------------------ | ------------------------------------------------------------------ | ------------------------------------------------------------------ | ------------------------------------------------------------------ | ------------------------------------------------------------------ | ------------------------------------------------------------------ |
| Lege                                                               | Guld                                                               | Sølv                                                               | Bronze                                                             | Totalt                                                             | Rang                                                               |
| 1968 Mexico by                                                     | 0                                                                  | 0                                                                  | 0                                                                  | 0                                                                  | –                                                                  |
| 1972 München                                                       | Deltog ikke                                                        | Deltog ikke                                                        | Deltog ikke                                                        | Deltog ikke                                                        | Deltog ikke                                                        |
| 1976 Montréal                                                      | Deltog ikke                                                        | Deltog ikke                                                        | Deltog ikke                                                        | Deltog ikke                                                        | Deltog ikke                                                        |
| 1980 Moskva                                                        | Deltog ikke                                                        | Deltog ikke                                                        | Deltog ikke                                                        | Deltog ikke                                                        | Deltog ikke                                                        |
| 1984 Los Angeles                                                   | 0                                                                  | 0                                                                  | 0                                                                  | 0                                                                  | –                                                                  |
| 1988 Seoul                                                         | 0                                                                  | 0                                                                  | 0                                                                  | 0                                                                  | –                                                                  |
| 1992 Barcelona                                                     | 0                                                                  | 0                                                                  | 0                                                                  | 0                                                                  | –                                                                  |
| 1996 Atlanta                                                       | 0                                                                  | 0                                                                  | 0                                                                  | 0                                                                  | –                                                                  |
| 2000 Sydney                                                        | 0                                                                  | 0                                                                  | 0                                                                  | 0                                                                  | –                                                                  |
| 2004 Athen                                                         | 0                                                                  | 0                                                                  | 0                                                                  | 0                                                                  | –                                                                  |
| 2008 Beijing                                                       | 0                                                                  | 0                                                                  | 0                                                                  | 0                                                                  | –                                                                  |
| 2012 London                                                        | 0                                                                  | 0                                                                  | 0                                                                  | 0                                                                  | –                                                                  |
| 2016 Rio de Janeiro                                                | 0                                                                  | 0                                                                  | 0                                                                  | 0                                                                  | –                                                                  |
| 2020 Tokyo                                                         |                                                                    |                                                                    |                                                                    |                                                                    |                                                                    |
| Totalt                                                             | 0                                                                  | 0                                                                  | 0                                                                  | 0                                                                  |                                                                    |